# 藤田誠
藤田 誠（ふじた まこと、1957年9月28日 - ）は、日本の化学者。東京大学大学院工学系研究科応用化学専攻教授。分子科学研究所卓越教授。多価配位子と金属イオンを用いた自己組織化による球状錯体・金属有機構造体などの研究で知られる。ネイチャー・サイエンス両誌への掲載回数は、日本人化学者の中でもトップクラスである。東京都板橋区出身。工学博士（東京工業大学）。

## 経歴
- 1976年 - 東京都立三鷹高等学校卒業
- 1980年 - 千葉大学工学部合成化学科卒業
- 1982年 - 千葉大学大学院工学研究科修士課程修了
- 1982年 - 相模中央化学研究所研究員
- 1987年 - 東京工業大学より工学博士の学位を取得
- 1988年 - 千葉大学工学部 助手
- 1989年 - 自己組織化による正方形の有機金属分子（収率100%）を発見、1990年発表。
- 1991年 - 同講師
- 1994年 - 同助教授
- 1997年 - 分子科学研究所助教授
- 1999年 - 名古屋大学大学院工学研究科教授
- 2002年 - 東京大学大学院工学系研究科教授
- 2010年 - 巨大中空球状分子（直径7nm、48個の有機分子と24個の金属イオン）を発表。
- 2013年 - 結晶スポンジ法による有機化合物の結晶構造解析に成功[3]。

## 研究
分子間相互作用を利用して配位子と金属イオンを自己組織化させることにより、グリッド状あるいは球状の錯体を形成する研究が有名。100以上の新たな分子を合成している。単に混合するだけでカテナンなど複雑なトポロジーを持つ分子が組み上がる研究、また形成された球状錯体の内部で起こる特殊な反応の研究などが知られる。

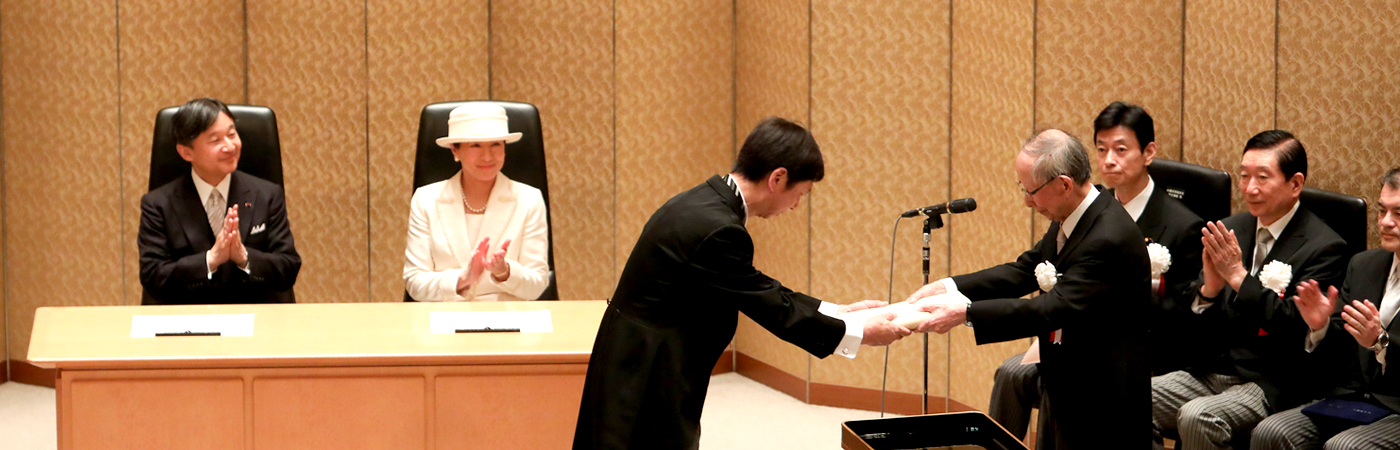
2019年6月17日、日本学士院会館にて今上天皇（奥左）、雅子皇后（奥右）臨席の下で日本学士院院長鹽野宏（手前右）から恩賜賞と日本学士院賞を授与された藤田（手前左）

## 受賞・叙勲
- 1994年 - 有機合成化学奨励賞[4]
- 2000年 - 日本化学会学術賞[4]
- 2001年 - 日本IBM科学賞[4]
- 2003年 - 名古屋シルバーメダル[4]
- 2009年 - 文部科学大臣表彰科学技術賞（研究部門）[4]
- 2010年 - 第7回江崎玲於奈賞[4]
- 2012年 - トムソン・ロイター第3回リサーチフロントアワード[4]
- 2012年 - Kharasch Lecturers (シカゴ大学)
- 2014年 - 紫綬褒章[4]
- 2016年 - 内藤記念科学振興賞
- 2018年 - ウルフ賞化学部門[4][5]
- 2019年 - 日本学士院賞・恩賜賞[2][4]
- 2019年 - パウル・カラー・ゴールドメダル
- 2020年 - 第73回中日文化賞[4][6]
- 2020年 - クラリベイト引用栄誉賞[4]
- 2023年 - 2022年度朝日賞[7]